# Federaţia Moldovenească de Fotbal
Federația Moldovenească de Fotbal (FMF) är Moldaviens nationella fotbollsförbund. Förbundet bildades 1990 och inträdde i UEFA 1993 och FIFA 1994.

### Fotnoter
1. ↑  ”Moldova” (på engelska). UEFA. http://www.uefa.com/memberassociations/association=mda/. Läst 24 maj 2015.